# Paul Casey Puckett
Pour les articles homonymes, voir Casey.
Casey Puckett, né le 22 septembre 1972 à Boulder, est un ancien skieur alpin américain reconverti avec succès en skieur acrobatique spécialisé dans les épreuves de skicross. En effet, après une carrière en ski alpin qui l'a emmené à des participations à des Jeux olympiques d'hiver (en 1994, 1998 et 2002) et des championnats du monde, il a notamment remporté le titre mondial junior de slalom en 1991 devant le Français Sébastien Amiez. Il s'est ensuite reconverti dans la discipline du skicross, dans celui-ci, il n'a pas disputé de Jeux olympiques d'hiver, toutefois il a participé à un mondial où il prend la cinquième place en 2009 à Inawashiro, enfin en coupe du monde il est monté à quatre reprises sur un podium.

## Palmarès

### Jeux olympiques d'hiver
Lors des éditions 1994, 1998 et 2002, Casey Puckett participe en tant que skieur alpin aux olympiades.
| Édition/Discipline | Géant | Slalom | Combiné |
| JO 1994            | -     | 7e     | -       |
| JO 1998            | Ab.   | -      | -       |
| JO 2002            | -     | -      | Ab.     |

### Championnats du monde
En tant que skieur alpin, Casey Puckett a pris part aux mondiaux de 1999 et 2001, puis en tant que skieur du skicross il participe aux mondiaux de 2009
| Édition/Discipline | Descente | Super G | Géant | Slalom | Skicross |
| Mondiaux 1999      | 34e      | Ab.     | 31e   | -      | -        |
| Mondiaux 2001      | -        | 31e     | 23e   | 28e    | -        |
| Mondiaux 2009      | -        | -       | -     | -      | 5e       |

### Coupe du monde de ski alpin
- Meilleur classement général : 65e en 2001.
- Meilleur classement en combiné : 4e en 2001.
- Aucun podium.

### Coupe du monde de ski acrobatique
- Meilleur classement général : 12e en 2009.
- Meilleur classement en skicross : 4e en 2009.
- 4 podiums en skicross.